# Pusiola squamosa
Pusiola squamosa là một loài bướm đêm thuộc phân họ Arctiinae, họ Erebidae.